# Fulgama
Fulgama (nep. फुलगामा) – gaun wikas samiti w środkowej części Nepalu w strefie Dźanakpur w dystrykcie Dhanusa. Według nepalskiego spisu powszechnego z 2011 roku liczył on 2193 gospodarstwa domowe i 12 143 mieszkańców (6104 kobiety i 6039 mężczyzn).